# Bleasdalea papuana
Espèce
Statut de conservation UICN

 EN C2a : En danger
Bleasdalea papuana est une espèce de plantes à fleurs du genre Bleasdalea de la famille des Proteaceae. Elle est trouvée en Nouvelle-Guinée occidentale en Indonésie et en Papouasie-Nouvelle-Guinée. Elle est menacée par la disparition de son habitat.

## Synonymes
Bleasdalea papuana a pour synonymes :
- Euplassa papuana Diels
- Gevuina papuana (Diels) Sleumer
- Turrillia papuana (Diels) A.C.Sm.